# Женская сборная Чехии по баскетболу
Женская сборная Чехии по баскетболу — женская сборная команда Чехии, представлявшая эту страну на международных баскетбольных соревнованиях вплоть с 1 января 1993 года после распада Чехословакии. Она является правопреемником сборной Чехословакии. В XXI веке женская сборная Чехии по баскетболу выиграла чемпионат Европы и заняла второе место на домашнем чемпионате мира.

## История
В 1990-х годах женская сборная Чехии по баскетболу дебютировала на международной арене и участвовала в двух перенствах Европы по баскетболу среди женщин. В 2000-х годах она выиграла чемпионат Европы, стала вице-чемпионом мира и вице-чемпионом Европы, а также дебютировала на Олимпийских играх.

## Результаты

### Олимпийские игры
- 2004 5°
- 2008 7°

### Чемпионат мира по баскетболу среди женщин
- 2006 7°
- 2010  2°
- 2014 9°

### Чемпионат Европы по баскетболу среди женщин
- 1995 7°
- 1999 5°
- 2001 9°
- 2003  2°
- 2005  1°
- 2007 7°
- 2009 9°
- 2011 4°
- 2013 6°
- 2015 11°
- 2019 15°
- 2021 15°
- 2023 7°
- 2025 6°